# Edwardsiana latiuscula
Edwardsiana latiuscula är en insektsart som beskrevs av Logvinenko 1981. Edwardsiana latiuscula ingår i släktet Edwardsiana och familjen dvärgstritar. Inga underarter finns listade i Catalogue of Life.